# Силвио Хофман
Силвио Хофман Мази (15. мај 1908. — 15. новембар 1991)  био је бразилски фудбалер. Играо је за репрезентацију Бразила.